# Xian de Dongliao
Le xian de Dongliao (东辽县 ; pinyin : Dōngliáo Xiàn) est un district administratif de la province du Jilin en Chine. Il est placé sous la juridiction de la ville-préfecture de Liaoyuan.

## Démographie
La population du district était de 390 519 habitants en 1999.